# José Mota (Schauspieler)

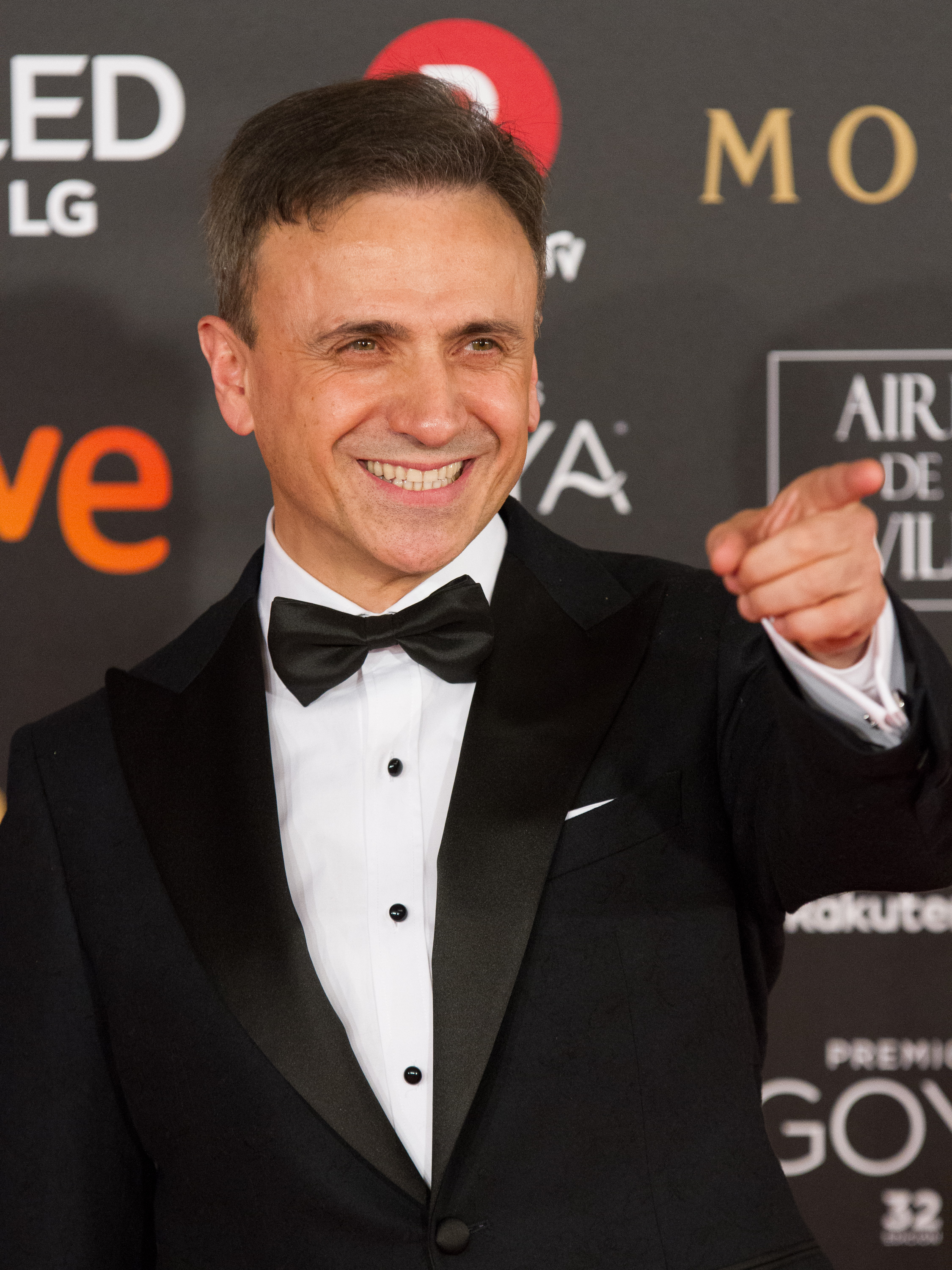
Mota bei den 32. Goya Awards (2018)

José Sánchez Mota (* 30. Juni 1965), besser bekannt als José Mota, ist ein spanischer Komiker und Schauspieler. Zwischen 1989 und 2007 war er zusammen mit Juan Muñoz Teil des Comedy-Duos Cruz y Raya und begann später eine Solokarriere.

## Cruz y Raya
1985 lernte Mota während seines Militärdienstes Juan Muñoz kennen, mit dem er seine Karriere als Komiker begann. Die beiden begannen, Shows in kleinen Theatern in Madrid aufzuführen, wie Cien personajes en busca de humor (Hundert Charaktere auf der Suche nach Humor), aber es war Javier Sardá, der ihnen die Möglichkeit zu einer eigenen Radiosendung gab, La Bisagra. 1989 wechselten sie zum Fernsehen mit der Sendung Pero ¿esto qué es?, im spanischen öffentlich-rechtlichen Sender La 1. Die Skizzen handelten von einem Radiosender, Cruz y Raya, der Sender, der nie die Klappe hält, obwohl das besser wär. Später wurden sie mit der Show Tutti Frutti auf Telecinco ausgestrahlt und kamen dann zurück zu TVE, um die berühmten spanischen Komiker Martes y Trece bei mehreren Silvester-Sondersendungen zu ersetzen.
Mota gab in dieser Zeit mehreren Charakteren in der spanischen Synchronisation von Animationsfilmen wie Monsters, Inc. und den Shrek-Filmen seine Stimme. 2006 adaptierte er zusammen mit Santiago Segura die spanische Version von The Producers. Der Komiker hatte Cameo-Auftritte in TV-Shows wie 7 Vidas und Manolo y Benito Corporeision.
Nach mehr als zehnjähriger Zusammenarbeit als Cruz y Raya gingen Mota und Muñoz getrennte Wege. Im November 2007 wurde die endgültige Trennung des Comedy-Duos bestätigt.

## Solokarriere
Im Jahr 2009, bevor er sich von seinem Arbeitskollegen Juan Antonio Muñoz trennte, entwickelte Mota eine neue Fernsehshow, La hora de José Mota, die freitags im spanischen Staatsfernsehen TVE ausgestrahlt wurde. Er fing an, eine andere Art von Humor zu machen, gemischt mit dem neuesten, was er tat. Zum Beispiel kritisierte er schlechte spanische und europäische Politik, Gesellschaft und machte mehr Nachahmungen. Viele Skizzen und ihre Charaktere sind in Spanien sehr berühmt geworden. Er verkörperte viele Persönlichkeiten des öffentlichen Lebens wie Bear Grylls, Woody Allen und Larry King sowie spanische und internationale Politiker wie José Luis Rodriguez Zapatero (ZP) Mariano Rajoy und Merkel und Sarkozy. Er schuf auch neue Charaktere wie La Vieja'l Visillo (Die alte Frau im Fenster) oder El Tío la Vara (Der Mann vom Stab). Er hat mehrere Schlagworte geschaffen, wie zum Beispiel hinter dem musgo (hinter dem Moos), das in seinen Bear Grylls-Skizzen verwendet wird.
2013 schuf er die Sketch-Show La noche de José Mota, die der ersten sehr ähnlich ist, im Fernsehsender Telecinco. Der Erfolg der neuen Show war geringer als erwartet und hielt nur eine Saison (allerdings sagte Mota später, dass dies von Anfang an so geplant war). 2015 kehrte er mit einer wöchentlichen Show namens José Mota presenta nach La 1 zurück, die am 20. Februar Premiere hatte.
Von März bis Juni 2017 spielte er in der Sketch-Comedy-Show El acabos.
Von 2007 bis 2011 und 2014 bis 2020 war er mit großem Erfolg in den Silvester-Specials von La 1 zu sehen.

## Privatleben
Während der Inszenierung von José Motas Leben, nach 10 Jahren Beziehung und seit dem 4. Juni 2005 verheiratet, trennten sich José Mota und die Schauspielerin Patricia Rivas, mit der er eine 2007 geborene Tochter Daniela hat, im Juli 2010. Spaltung bestand darin, dass er sich zu sehr auf den Kopf stellen musste, um die Show zu produzieren, was mit ihrer Beziehung nicht vereinbar war. Mitte 2011 geben sich José Mota und seine Frau endlich wieder eine Chance und versöhnen sich. Im Jahr 2012 erleidet Patricia im vierten Schwangerschaftsmonat eine Abtreibung. 2013 geben sie eine neue Schwangerschaft bekannt und im Juli werden die Schauspielerin und der Komiker Eltern eines Kindes, José. Im Oktober 2015 wurden sie mit der Geburt ihrer Tochter Valeria zum dritten Mal Eltern.

## Werdegang

### Fernsehprogramme
- 1994: Vaya tele
- 1995: Estamos de vuelta
- 1998: Este no es el programa de los viernes
- 1999: Estamos en directo
- 2000–2004: Cruz y Raya.com
- 2004–2007: Juan y José.show
- 2009–2012: La Hora de José Mota
- 2013–2014: La noche de José Mota
- 2015–heute: José Mota presenta
- 2016:  El hombre de tu vida
- 2017:  El acabose
- 2020: Mask Singer: Adivina quién canta (Diskussionsteilnehmer)

### Filmografie
- 1990: Ni se te ocurra... (Luis María Delgado) als Jose.
- 2000: Ekipo Ja (Juan Muñoz) als Tomás Rabero.
- 2001: Torrente 2: Misión en Marbella (Santiago Segura) als lifeguard.
- 2005: Torrente 3: el protector (Santiago Segura) als Josito.
- 2011: La chispa de la vida (Álex de la Iglesia)
- 2017: Abracadabra
- 2017: Que baje Dios y lo vea

### Synchronisieren
- 1998: Mulan, als Mushu
- 1999: Goomer, als Oz und Rezeptionist
- 2001: Shrek, als Donkey
- 2001: Die Monster AG (Monsters, Inc.), als Mike Wazowski
- 2003: Bärenbrüder (Brother Bear), als Rutt der Elch
- 2003: Die Rugrats auf Achse (Rugrats Go Wild), als Spike
- 2004: Shrek 2 – Der tollkühne Held kehrt zurück (Shrek 2), als Esel
- 2007: Shrek der Dritte (Shrek the Third), als Esel
- 2008: Hellboy – Die goldene Armee (Hellboy II: The Golden Army), als Abe Sapien
- 2010: Für immer Shrek (Shrek Forever After), als Esel

### Theater
- 1987: 60 personajes en busca de humor (in Madrid)
- 2006: The Producers (Spanische version).